# Cadira Pedrera
La Cadira Pedrera és una cadira dissenyada el 1955 per Francisco Juan Barba Corsini. És la primera peça de la col·lecció de mobles dissenyats per Francisco Juan Barba Corsini l'any 1955 a fi de dotar de mobiliari adient els apartaments construïts entre 1953 i 1955 dins de la Casa Milà (1906-1910) de Barcelona, obra de l'arquitecte Antoni Gaudí i popularment coneguda com «la Pedrera».

## Història
La primera sèrie de 1955 tenia el seient de fonedura pintat, un material econòmic i accessible durant els anys cinquanta. Malgrat l'austeritat les cadires dels apartaments van resistir estoicament el pas dels anys cosa que va fer que la primera reedició es fes també de fonedura. Aquesta es va presentar a la sala Vinçon de Barcelona el 1995 arran de la presentació de la primera monografia sobre l'obra de Barba Corsini.
Aviat es va veure que calia adoptar un material més actual i sofisticat i es van fer assaigs amb contraxapat de fusta. Però la complexitat de la corba encaria molt els motlles i l'editora H₂O no va poder assumir el risc d'una inversió i un tiratge tan elevats. Finalment des de 1996 aquesta cadira es produeix amb el seient de polièster reforçat amb fibra de vidre a partir de dos motlles: un de positiu i un de negatiu, que permeten encarar-se i unir les dues cares rugoses deixant només les cares polides a la vista.
Les potes actuals mantenen la forma original però es van fer alguns assaigs l'any 1991 per aconseguir que la cadira fos apilable. Aquesta solució no va ser satisfactòria i es va desestimar.
Per a la primera sèrie, de vuitanta peces, destinada als apartaments de la Pedrera, Barba Corsini havia triat una àmplia gamma de colors vius però actualment l'autor els ha restringit a tres: blanc, negre i vermell, que considera els tons més emblemàtics.

## Característiques
Es tracta d'un innovador concepte de cadira composta per una estructura lleugera de tub calibrat de secció petita sobre la qual descansa una planxa de fonedura que integra en una sola peça el respatller i el seient. Aquesta planxa està corbada de forma cònica, com una paperina amb un forat al mig, i aquesta curvatura, que es produeix en més d'un pla, és el que ha dificultat especialment la reedició a causa de la complexitat geomètrica.
La cadira utilitza un sistema constructiu, experimentat el 1949 als EUA, per Donald Knorr durant la segona meitat dels anys quaranta, que consistia a fer un seient a partir d'un material plegat de forma cònica. Aquests tipus d'experiments gaudiren de gran èxit als Països Nòrdics i a Itàlia, i per extensió a tot Europa durant els anys cinquanta.

## Presència a Museus
El Museu Vitra d'Alemanya va adquirir aquesta cadira l'any 1992 i actualment forma part de la seva col·lecció. Des de 1995 ha estat també inclosa en la col·lecció de disseny industrial de l'Israel Museum de Jerusalem. També es conserva un exemplar original al Museu de les Arts Decoratives de Barcelona, que s'exposa a la col·lecció permanent del museu, ubicada al Palau Reial de Pedralbes, gràcies a una donació de 1994 de la Galeria H2O. Al mateix museu també es troben d'altres mobles Pedrera: llum de paret, banc, llum de peu, taula baixa.

## Producció
- Francisco Juan Barba Corsini, Barcelona, 1955-1957
- Galeria H2O, Barcelona a partir de 1995